# William Hurt
William McChord Hurt (ur. 20 marca 1950 w Waszyngtonie, zm. 13 marca 2022 w Portland) – amerykański aktor i producent filmowy. Zdobywca Oscara dla najlepszego aktora pierwszoplanowego w Pocałunku kobiety pająka (1985).

## Życiorys

### Wczesne lata
Urodził się w Waszyngtonie jako starszy syn Claire McGill (1923–1971), zatrudnionej w Time Inc., i Alfreda McCorda Hurta (1910–1996), urzędnika Departamentu Stanu USA. Jego rodzina miała pochodzenie angielskie, niemieckie, szkockie, irlandzkie i szwedzkie. Wychował się z młodszym bratem Jamesem (ur. 1951). W 1956, kiedy miał sześć lat, jego rodzice rozwiedli się. W 1960 matka ponownie wyszła za mąż za wydawcę Henry’ego Luce’a III, jednego z szefów trustu „Time” i „Life”, i zamieszkali na Manhattanie.
W 1968 ukończył Middlesex School w Concord w stanie Massachusetts, gdzie uczęszczał na kółko teatralne. W 1972 otrzymał licencjat na Wydziale Teologii Tufts University w Medford w stanie Massachusetts. W 1972 przebywał krótko na owczej farmie w Australii. W latach 1972–1975 studiował dramat w nowojorskiej Juilliard School, gdzie uczęszczali także Christopher Reeve i Robin Williams.

### Kariera
W 1975 przyłączył się do Oregon Shakespeare Festival debiutując w roli Jamiego w spektaklu Długa podróż dnia ku nocy, a rok później pierwsze kroki stawiał na nowojorskiej scenie w sztuce Henryk V (Henry V, 1976) podczas New York Shakespeare Festival. W 1977 związał się za awangardową grupą Circle Repertory Theatre i występował na scenie Off-Broadwayu.
Na szklanym ekranie pojawił się w serialach: CBS Kojak (1977) i PBS Najlepsze rodziny (The Best of Families, 1977).
Na dużym ekranie debiutował w dramacie fantastycznonaukowym Kena Russella Odmienne stany świadomości (Altered States, 1980) w roli młodego naukowca, który na samym sobie dokonuje niebezpiecznych eksperymentów cofających go w bezdenną otchłań czasu. Za rolę tę był nominowany do nagrody Złotego Globu.
Peter Yates powierzył mu interesującą psychologicznie rolę portiera z Manhattanu, który obsesyjnie nagrywa relacje komentatorki telewizyjnej w dreszczowcu Naoczny świadek (Eyewitness, 1981) z Sigourney Weaver i Jamesem Woodsem.
W melodramacie Żar ciała (Body Heat, 1981) zagrał prawnika opętanego przez femme fatale Kathleen Turner, a następnie pojawił się jako Nick Carlton, pochłonięty psychologią, były handlarz narkotyków, w nostalgicznej opowieści o rozczarowaniach kontestatorów i zagubionych, byłych buntowników z końca lat 60. Wielki chłód (The Big Chill, 1983) z udziałem Glenn Close, Jeffa Goldbluma, Toma Berengera i Kevina Kline’a oraz dramacie kryminalnym Park Gorkiego (Gorki Park, 1983) z Lee Marvinem i Joanną Pacułą. Za rolę Eddiego w broadwayowskiej sztuce Davida Rabe’a Harmider (Hurlyburly, 1984) zdobył nominację do nagrody Tony.
Ryzykowna kreacja homoseksualisty zamkniętego w jednej celi argentyńskiego więzienia z postępowym działaczem politycznym w dramacie Hectora Babenco Pocałunek kobiety pająka (Kiss of the Spider Woman, 1985) przyniosła mu nagrodę Oscara, Brytyjskiej Akademii Filmowej (BAFTA), nagrodę na festiwalu w Cannes, włoską nagrodę Davida, National Board of Review, nagrodę krytyków filmowym w Los Angeles i Londynie oraz nominację do nagrody Złotego Globu.
Kolejne dwie nominacje do Oscara i Złotego Globu za najlepszą rolę męską otrzymał za postać nauczyciela głuchoniemych, przeżywającego trudną miłość z jedną ze swych podopiecznych w dramacie Dzieci gorszego Boga (Children of a Lesser God, 1986) Randy Haines oraz jako telewizyjny prezenter w komediodramacie Jamesa L. Brooksa Telepasja (Broadcast News, 1987).
W 1986 został laureatem nagrody im. Josepha Plateau. W 1988 otrzymał, jako pierwsza osoba, nagrodę im. Spencera Tracy’ego Uniwersytetu Południowej Kalifornii. Po udziale w melodramacie Przypadkowy turysta (The Accidental Tourist, 1988) z Kathleen Turner i Geeną Davis, powrócił na scenę Off-Broadwayu w przedstawieniu Obok siebie (Beside Herself, 1989) z awangardową grupą Circle Rep. Zagrał także w spektaklach: 5 lipca (5th of July), Hamlet, Ryszard II, Moje życie (My Life) – nagroda Obie dla najlepszego aktora, Sen nocy letniej i Dobrze (Good).
Wystąpił potem w komedii kryminalnej Kocham cię na zabój (I Love You to Death, 1990), melodramacie fantasy Woody’ego Allena Alicja (Alice, 1990) jako mąż tytułowej bohaterki (Mia Farrow), dramacie Doktor (The Doctor, 1991), niemiecko-francusko-australijskim dramacie sci-fi Wima Wendersa Aż na koniec świata (Bis ans Ende der Welt, 1991), francusko-brytyjsko-argentyńskiej ekranizacji powieści Alberta Camusa Dżuma (La Peste, 1992) z Sandrine Bonnaire i Jeanem-Markiem Barrem jako doktor Bernard Rieux, komediodramacie Dym (Smoke, 1995) z Harveyem Keitelem, komediodramacie fantasy Nory Ephron Michael (1996) z Johnem Travoltą i Andie MacDowell jako cyniczny dziennikarz tabloidu, filmie sci-fi Zagubieni w kosmosie (Lost in Space, 1998), dramacie Jedyna prawdziwa rzecz (One True Thing, 1998) z Meryl Streep i Renee Zellweger, dramacie Istvána Szabó Kropla słońca (Sunshine, 1999) jako komunistyczny lokaj, dramacie sensacyjnym fantastycznonaukowym Stevena Spielberga A.I. Sztuczna inteligencja (Artificial Intelligence: AI, 2001) oraz dreszczowcu Zmiana pasa (Changing Lanes, 2002) u boku Bena Afflecka i Samuela L. Jacksona.
Za rolę Williama Blake’a Pellarina, kandydata na gubernatora stanu Missouri z niejasną przeszłością w dramacie Droga do Białego Domu (The Big Brass Ring, 1999) odebrał nagrodę na festiwalu filmowym w Newport w stanie Rhode Island. Za odtworzenie postaci Variana Frya w dramacie wojennym Wojna Variana (Varian's War, 2001) został nominowany do nagrody Satelity. Za kreację Richiego Cusacka w filmowej wersji komiksu Davida Cronenberga Historia przemocy (A History of Violence, 2005) zdobył nominację do nagrody Oscara i nagrody Saturna za najlepszą rolę drugoplanową oraz został uhonorowany nagrodą krytyków w Los Angeles i Nowym Jorku.
Aktywnie występował także w radiu. Wziął udział w nagraniu licznych książek, m.in. Wielki kolejowy targ (The Great Railway Bazar) Paula Theroux, Kroniki portowe (The Shipping News) E. Annie Proulx, Ekspres polarny (The Polar Express), Chłopiec, którego pociągały kotki (The Boy Who Drew Cats), był narratorem dokumentów Einstein – Jak widzę świat  (Einstein – How I See the World), Szukanie Ameryki: Odyseja Johna Dosa Passa (Searching for America: The Odyssey of John Dos Pass) i Żeby mówić niewymownie (To Speak the Unspeakable).

## Życie prywatne
W latach 1971–1981 był żonaty z Mary Beth Supinger. Z trwającego od 1981 do 1984 związku z Sandrą Jennings miał syna Alexandra Devona (ur. 1983). Spotykał się z Glenn Close, a w latach 1985–1986 z Marlee Matlin. Od 1989 do 1993 był w związku małżeńskim z Heidi Henderson, z którą miał dwóch synów: Samuela (ur. 1989) i Williego (ur. 1991). Następnie, do 1997 był związany z francuską aktorką Sandrine Bonnaire, z którą miał córkę Jeanne (ur. 1994).

### Śmierć
W maju 2018 ogłoszono, że Hurt ma nieuleczalnego raka prostaty z przerzutami do kości. Zmarł 13 marca 2022 w swoim domu w Portland w stanie Oregon z powodu powikłań choroby w wieku 71 lat.

## Filmografia

### Filmy fabularne
| Rok  | Tytuł                                                              | Rola                                        | Reżyser                           |
| ---- | ------------------------------------------------------------------ | ------------------------------------------- | --------------------------------- |
| 1980 | Odmienne stany świadomości (Altered States)                        | Profesor Eddie Jessup                       | Ken Russell                       |
| 1981 | Naoczny świadek (Eyewitness)                                       | Daryll Deever                               | Peter Yates                       |
| 1981 | Żar ciała (Body Heat)                                              | Ned Racine                                  | Lawrence Kasdan                   |
| 1983 | Wielki chłód (The Big Chill)                                       | Nick Carlton                                | Lawrence Kasdan                   |
| 1983 | Park Gorkiego (Gorky Park)                                         | Arkady Renko                                | Michael Apted                     |
| 1985 | Pocałunek kobiety pająka (Kiss of the Spider Woman)                | Luis Alberto Molina                         | Héctor Babenco                    |
| 1986 | Dzieci gorszego Boga (Children of a Lesser God)                    | James Leeds                                 | Randa Haines                      |
| 1987 | Telepasja (Broadcast News)                                         | Tom Grunick                                 | James L. Brooks                   |
| 1988 | Czas przeznaczenia (A Time of Destiny)                             | Martin Larraneta                            | Gregory Nava                      |
| 1988 | Przypadkowy turysta (The Accidental tourist)                       | Macon Leary                                 | Lawrence Kasdan                   |
| 1990 | Kocham cię na zabój (I Love You to Death)                          | Harlan James                                | Lawrence Kasdan                   |
| 1990 | Alicja (Alice)                                                     | Doug Tate                                   | Woody Allen                       |
| 1990 | Marilyn Hotchkiss' Ballroom Dancing and Charm School               | Steve Mills (głos)                          | Randall Miller                    |
| 1991 | Doktor (The Doctor)                                                | doktor Jack MacKee                          | Randa Haines                      |
| 1991 | Aż na koniec świata (Bis ans Ende der Welt)                        | Sam Farber, Trevor McPhee                   | Wim Wenders                       |
| 1992 | Dżuma (La Peste)                                                   | Doktor Bernard Rieux                        | Luis Puenzo                       |
| 1993 | Szczęściarz (Mr. Wonderful)                                        | Tom                                         | Anthony Minghella                 |
| 1994 | Dwóch ojców (Second Best)                                          | Graham Holt                                 | Chris Menges                      |
| 1994 | W majestacie prawa (Trial by Jury)                                 | Tommy Vesey                                 | Heywood Gould                     |
| 1995 | Dym (Smoke)                                                        | Paul Benjamin                               | Wayne Wang, Paul Auster           |
| 1995 | Zwierzenia nieznajomemu (Ispoved neznakomtsu)                      | Nieznajomy                                  |                                   |
| 1996 | Kanapa w Nowym Jorku (Un divan a New York)                         | Henry Harriston                             | Chantal Akerman                   |
| 1996 | Michael                                                            | Frank Quinlan                               | Nora Ephron                       |
| 1996 | Jane Eyre                                                          | Edward Fairfax Rochester                    | Franco Zeffirelli                 |
| 1997 | Cena miłości (Loved)                                               | K.D. Dietrickson                            | Erin Dignam                       |
| 1998 | Zagubieni w kosmosie (Lost in Space)                               | Profesor John Robinson                      | Stephen Hopkins                   |
| 1998 | Grzeszna propozycja (The Proposition)                              | Arthur Barret                               | Lesli Linka Glatter               |
| 1998 | Mroczne miasto (Dark City)                                         | Inspector Frank Bumstead                    | Alex Proyas                       |
| 1998 | Jedyna prawdziwa rzecz (One True Thing)                            | George Gulden                               | Carl Franklin                     |
| 1999 | Czwarte piętro (The 4th Floor)                                     | Greg Harrison                               | Josh Klausner                     |
| 1999 | Kropla słońca (Sunshine)                                           | Andor Knorr                                 | István Szabó                      |
| 1999 | Droga do Białego Domu (The Big Brass Ring)                         | William Blake Pellarin                      | George Hickenlooper               |
| 1999 | Niemy świadek (Do Not Disturb)                                     | Walter Richmond                             | Dick Maas                         |
| 2000 | Nosiciel (The Contaminated Man)                                    | David R. Whitman                            | Anthony Hickox                    |
| 2000 | Spotkanie z Jezusem (The Miracle Maker)                            | Jairus (głos)                               | Derek W. Hayes, Stanisław Sokołow |
| 2001 | Rzadki okaz (Rare Birds)                                           | Dave                                        | Sturla Gunnarsson                 |
| 2001 | A.I. Sztuczna inteligencja (Artificial Intelligence: AI)           | Profesor Allen Hobby                        | Steven Spielberg                  |
| 2001 | The Simian Line                                                    | Edward                                      | Linda Yellen                      |
| 2002 | Źródło młodości (Tuck Everlasting)                                 | Angus Tuck                                  | Jay Russell                       |
| 2002 | Zmiana pasa (Changing Lanes)                                       | Sponsor Doyle Gipson's AA                   | Roger Michell                     |
| 2002 | Au plus près du paradis                                            | Matt                                        | Tonie Marshall                    |
| 2004 | Błękitny motyl (The Blue Butterfly)                                | Alan Osborne                                | Léa Pool                          |
| 2004 | Osada (The Village)                                                | Edward Walker                               | M. Night Shyamalan                |
| 2005 | Król (The King)                                                    | David Sandow                                | James Marsh                       |
| 2005 | Historia przemocy (A History of Violence)                          | Richie Cusack                               | David Cronenberg                  |
| 2005 | Nigdylandia (Neverwas)                                             | Dr Peter Reed                               | Joshua Michael Stern              |
| 2005 | Syriana                                                            | Stan Goff                                   | Stephen Gaghan                    |
| 2006 | Dobry agent (The Good Shepherd)                                    | Dyrektor CIA Philip Allen                   | Robert De Niro                    |
| 2006 | The Legend of Sasquatch                                            | John Davis (głos)                           | Thomas Callicoat                  |
| 2007 | Mr. Brooks (Mr. Brooks)                                            | Marshall, psycholog Pana Brooksa, alter ego | Bruce A. Evans                    |
| 2007 | Piękne Ohio (Beautiful Ohio)                                       | Simon Messerman                             | Chad Lowe                         |
| 2007 | Hałas (Noise)                                                      | Major Schneer                               | Henry Bean                        |
| 2007 | Wszystko za życie (Into the Wild)                                  | Walt McCandless                             | Sean Penn                         |
| 2008 | 8 części prawdy (Vantage Point)                                    | Prezydent Ashton                            | Pete Travis                       |
| 2008 | Incredible Hulk (The Incredible Hulk)                              | Generał Thaddeus E. „Thunderbolt” Ross      | Louis Leterrier                   |
| 2009 | Krwawa hrabina (The Countess)                                      | György Thurzó                               | Julie Delpy                       |
| 2010 | The Yellow Handkerchief                                            | Brett Hanson                                | Udayan Prasad                     |
| 2010 | Robin Hood                                                         | Wilhelm Marshal                             | Ridley Scott                      |
| 2011 | Rzeka pytań (The River Why)                                        | Ojciec Gusa                                 | Matthew Leutwyler                 |
| 2011 | Jesienna miłość (Late Bloomers/Trois fois 20 ans)                  | Adam                                        | Julie Gavras                      |
| 2011 | Hellgate                                                           | Warren Mills                                | John Penney                       |
| 2013 | Intruz (The Host)                                                  | Jeb Stryder                                 | Andrew Niccol                     |
| 2013 | Zniknięcie Eleanor Rigby: Ona (The Disappearance of Eleanor Rigby) | Julian Rigby                                | Ned Benson                        |
| 2013 | Ogień we krwi (Fire in the Blood, dokumentalny)                    | Narrator                                    | Dylan Mohan Gray                  |
| 2013 | Dnie i noce (Days and Nights)                                      | Herb, konający brat Elizabeth               | Christian Camargo                 |
| 2014 | Zimowa opowieść (Winter’s Tale)                                    | Isaac Penn                                  | Akiva Goldsman                    |

### Filmy TV
| Rok  | Tytuł                                                                         | Rola                           | Reżyser           |
| ---- | ----------------------------------------------------------------------------- | ------------------------------ | ----------------- |
| 1978 | Verna (Verna: USO Girl)                                                       | Walter                         | Ronald F. Maxwell |
| 1981 | Śmierć w rodzinie (All the Way Home)                                          | Jay Follet                     | Delbert Mann      |
| 1982 | Sen nocy letniej (A Midsummer Night's Dream)                                  | Oberon, król elfów             | Emile Ardolino    |
| 2001 | Kino „Flamingo” (The Flamingo Rising)                                         | Turner Knight                  | Martha Coolidge   |
| 2001 | Wojna Variana (Varian's War)                                                  | Varian Fry                     | Lionel Chetwynd   |
| 2002 | As wywiadu – historia Roberta Hanssena (Master Spy: The Robert Hanssen Story) | Robert P. Hanssen              | Lawrence Schiller |
| 2004 | Frankenstein                                                                  | Profesor Waldman               | Kevin Connor      |
| 2009 | Ostatnia partia (Endgame)                                                     | Profesor Will Esterhuyse       | Pete Travis       |
| 2011 | Zbyt wielcy, by upaść (Too Big to Fail)                                       | sekretarz skarbu Henry Paulson | Curtis Hanson     |
| 2013 | The Challenger                                                                | dr Richard Feynman             | James Hawes       |

### Seriale TV
- 1977: Najlepsze rodziny (The Best of Families) jako James Lathrop
- 1977: Kojak jako Jake
- 1978: Świetne przedstawienia (Great Performances) jako Walter
- 2000: Diuna (Frank Herbert's Dune) jako książę Leto Atryda
- 2001: Rivière-des-Jérémie jako G. Adam Davidson / Gad
- 2002: Diabli nadali (The King of Queens) jako dr Taber
- 2009: Układy (Damages) jako Daniel Purcell
- 2011: Moby Dick jako kapitan Ahab
- 2013: Bonnie i Clyde (Bonnie & Clyde) jako Frank Hamer
- 2015: Humans jako George Millican
- 2016: Beowulf jako Hrothgar

## Nagrody
| Rok  | Nagroda                         | Kategoria                                       | Film                            |
| ---- | ------------------------------- | ----------------------------------------------- | ------------------------------- |
| 1985 | Festiwal Filmowy w Cannes       | Najlepszy aktor                                 | Pocałunek kobiety pająka (1985) |
| 1986 | Nagroda Akademii Filmowej       | Najlepszy aktor                                 | Pocałunek kobiety pająka (1985) |
| 1986 | Nagroda BAFTA                   | Najlepszy aktor                                 | Pocałunek kobiety pająka (1985) |
| 1986 | David di Donatello              | Najlepszy aktor                                 | Pocałunek kobiety pająka (1985) |
| 1989 | Golden Horse Film Festival      | Najlepszy aktor zagraniczny                     | Przypadkowy turysta (1988)      |
| 2006 | Austin Film Critics Association | Najlepszy aktor drugoplanowy                    | Historia przemocy (2005)        |
| 2007 | Festiwal Filmowy w Berlinie     | Srebrny Niedźwiedź za wybitny wkład artystyczny | Dobry agent (2006)              |